# Françoise Kucheida
Françoise Kucheida (Marles-les-Mines, Paso de Calais, 27 de mayo de 1946-Lille, 17 de julio de 2023) fue una cantante francesa que llegó al mundo profesional de la canción a la edad de 50 años. En 1995 graba y edita de su primer disco De la Sparpe à la Seine. El álbum gana el Gran Premio Internacional de la Academia Charles-Cros.

## Biografía
Antes de dedicarse profesionalmente a la canción ejerció de profesora de primaria en una escuela de  Paso de Calais. Es en esta escuela en la que su director, al sentirle la voz, le empezó a dar clases de canto. En 1993, el cantante y compositor Pierre Barouh, propietario de la compañía discográfica Savarah que incluye artistas como Jacques Higelin y Brigitte Fontaine, la escuchó cantar en el Festival de Montauban, quedando impresionado por su voz. Barouh decidió editar su primer disco, De la Sparpe à la Seine, cuyo éxito la animó a pedir la jubilación anticipada y dedicarse a la música.

## Discografía
- 1995. De la Sparpe à la Seine
- 1998. Cris lleva coeur
- 2003. Chante Liévin sur Seine
- 2005. La mémoire sépia